# Sebastião Lazaroni
Sebastião Barroso Lazaroni más conocido como Sebastião Lazaroni (Muriaé, Minas Gerais, 25 de septiembre de 1950), es un entrenador de fútbol brasileño.

## Trayectoria
Sebastião Lazaroni comenzó su carrera como técnico en 1984 y tras conseguir el título del Campeonato Carioca en tres temporadas consecutivas, Flamengo (1986) y Vasco da Gama (1987 y 1988), se convierte en el entrenador de la Selección de fútbol de Brasil con la cual ganó la Copa América 1989 celebrada en Brasil. A la Selección brasileña la dirigió en 35 partidos, en los que obtuvo 21 victorias, 7 empates y 7 derrotas.
Asimismo, es famoso por tratar de aplicar el esquema 3-5-2 con un líbero en la Copa del Mundo de 1990, esta experiencia se tradujo en un fracaso, ya que Brasil fue eliminado por la Selección Argentina en los octavos de final.
Posteriormente, fue entrenador en diversos países como Italia, Arabia Saudita, México, Turquía, China, Jamaica, Japón, Kuwait y Catar.
El 8 de agosto de 2011 fue nombrado seleccionador de Catar para reemplazar al serbio Milovan Rajevac, siendo separado de su cargo en diciembre del mismo año.
En la actualidad es el director del Qatar SC, después de haberlo dirigido anteriormente entre 2008-2011.

## Clubes como entrenador
| Club                 | País           | Año       |
| -------------------- | -------------- | --------- |
| Flamengo             | Brasil         | 1984-1986 |
| Vasco da Gama        | Brasil         | 1987-1988 |
| Al-Ahli (Jeddah)     | Arabia Saudita | 1988      |
| Grêmio               | Brasil         | 1988      |
| Paraná Clube         | Brasil         | 1989      |
| Selección de Brasil  | Brasil         | 1989-1990 |
| Fiorentina           | Italia         | 1990-1992 |
| Al Hilal             | Arabia Saudita | 1992      |
| AS Bari              | Italia         | 1992-1993 |
| Club León            | México         | 1993-1994 |
| Al Hilal             | Arabia Saudita | 1995      |
| Vasco da Gama        | Brasil         | 1994      |
| Fenerbahçe           | Turquía        | 1996-1997 |
| Shanghái Shenhua     | China          | 1999      |
| Selección de Jamaica | Jamaica        | 2000      |
| Botafogo             | Brasil         | 2000-2001 |
| Yokohama F. Marinos  | Japón          | 2001-2002 |
| Al Arabi             | Kuwait         | 2003-2004 |
| Selección de Jamaica | Jamaica        | 2004-2005 |
| Juventude            | Brasil         | 2005-2006 |
| Trabzonspor          | Turquía        | 2006-2007 |
| CS Marítimo          | Portugal       | 2007-2008 |
| Qatar Sports Club    | Catar          | 2008-2011 |
| Selección de Catar   | Catar          | 2011      |
| Qatar Sports Club    | Catar          | 2012-2014 |

## Palmarés

### Como entrenador

#### Campeonatos estaduales
| Título             | Club                          | Estado         | Año  |
| ------------------ | ----------------------------- | -------------- | ---- |
| Campeonato Carioca | Clube de Regatas do Flamengo  | Río de Janeiro | 1986 |
| Campeonato Carioca | Club de Regatas Vasco da Gama | Río de Janeiro | 1987 |
| Campeonato Carioca | Club de Regatas Vasco da Gama | Río de Janeiro | 1988 |

#### Campeonatos nacionales
| Título                         | Club                         | País         | Año  |
| ------------------------------ | ---------------------------- | ------------ | ---- |
| Copa de Arabia Saudita         | Al-Hilal Saudi Football Club | Arabia Saudí | 1995 |
| Supercopa de China             | Shanghái Shenhua             | RP China     | 1999 |
| Copa J. League                 | Yokohama Marinos             | Japón        | 2001 |
| Copa Príncipe de la Corona     | Qatar SC                     | Catar        | 2009 |
| Copa de las Estrellas de Catar | Qatar SC                     | Catar        | 2014 |

#### Campeonatos internacionales
| Título       | Equipo              | Sede   | Año  |
| ------------ | ------------------- | ------ | ---- |
| Copa América | Selección de Brasil | Brasil | 1989 |